# Tokyo Dome
Tōkyō Dome (東京ドーム Tōkyō Dōmu) és un estadi amb capacitat per a 55.000 espectadors localitat al barri de Bunkyo, Tòquio (Japó). És la seu de l'equip de beisbol Yomiuri Giants i s'hi han jugat partits de futbol americà i de bàsquet. També sol acollir esdeveniments musicals i competicions d'arts marcials.
El Tokyo Dome és la més gran instal·lació en tot el Japó que permet acollir concerts. Un bon nombre de famosos concerts s'han celebrat aquí, inclòs parades de tour
 d'artistes famosos com U2, David Bowie, Bon Jovi, The Rolling Stones, Guns N' Roses, Namie Amuro, Ayumi Hamasaki, Janet Jackson, Michael Jackson, Madonna i Mariah Carey, tots han trencat rècords d'espectadors. El grup de rock japonès X Japan hi va tocar durant cinc anys consecutius el dia de cap d'any des de 1993 fins a 1997, un rècord que tenien fins que el 2004 el duo japonès Kinki Kids el va trencar.